# Le Mesnil-Amey
Le Mesnil-Amey là một xã thuộc tỉnh Manche trong vùng Normandie tây bắc nước Pháp. Xã này nằm ở khu vực có độ cao trung bình 93 mét trên mực nước biển.